# 的里雅斯特区
的里雅斯特是意大利罗马的第 17新城分区（quartieri），由首字母Q. XVII标识。该区位于城市的中北部地区。
该区的东北部的路名以原意大利殖民地命名，而被称为非洲区。

## 历史
该区的城市化开始于1926 年，名为“萨沃亚区”（“quartiere Savoia”） ，得名于附近的皇家住所（现在的阿达别墅），即今日的科佩德街区；今天在韦尔巴诺广场附近的托皮诺街上竖了一块牌匾说明。当时该区是高品质甚至豪华住宅区。
1930 年代，该区开始密集的城市化，在别墅区建起了大型公寓。 
1946 年 意大利共和国诞生后，该区改为现在的名称 。
第二次世界大战后，约四十座铁路工人宿舍完全拆除。沿着厄立特里亚大道-利比亚大道轴线，形成了今天的非洲区。
- 在铅色年代，这个街区发生了无数的政治杀戮； 1976 年，地方法官维托里奥·奥科西奥被暗杀，四年后警察弗朗切斯科·伊万格利斯塔在学校前被暗杀。1979 年 6 月 16 日，年仅 17 岁的年轻右翼激进分子弗朗切斯科·切钦 死于维斯科维奥广场附近的一次袭击；1983 年 2 月 9 日，保罗·迪内拉在贡德尔广场附近遭到殴打昏迷后死亡。

### 民用建筑

#### 科佩德街区
在毗邻布宜诺斯艾利斯广场的区域，有科佩德街区，自由-折衷主义风格，由建筑师吉诺·科佩德设计。明乔广场2号 的大门，可追溯到 1926 年，是这位大师最后的作品，是 1914 年电影《卡比里亚》场景的精确复制品。

#### 阿尔巴尼别墅
阿尔巴尼别墅位于萨拉里亚街和玛格丽特王后大道之间，50 年来一直是欧洲文化的中心，是最重要的旅行者的必经之地，也是新古典主义和考古学等艺术史的文化现象的推动力。这座别墅建于 18 世纪中叶，由枢机主教亚历山德罗·阿尔巴尼建造，他是教皇克勉十一世的侄子，是一位高雅的古代鉴赏家和艺术家的保护者，根据约翰·约阿希姆·温克尔曼 的建议，保护了安东·拉斐尔·蒙斯的古代艺术收藏。因此诞生了皮拉内西等经营的“新古典主义实验室”，以及几个世纪以来无法进入的“艺术画廊”，收藏了佩鲁吉诺 、范戴克 、 丁托列托、 里贝拉 、圭尔奇诺、朱利奥·罗马诺、卢卡·焦尔达诺、大卫、万维泰利 的作品。

### 宗教建筑
- 城外圣依搦斯圣殿建筑群，位于諾門塔納道
- 布宜诺斯艾利斯广场忧苦之母堂

- 地下墓穴

### 地名
该区的主要街道之一是内米湖街，得名于内米湖。它附近的许多街道都以意大利重要湖泊的名字命名：
- 加尔达湖、奥尔塔湖、科莫湖、萊西納湖 、布拉恰诺湖、伊塞奥湖、马焦雷湖、博尔塞纳湖。

其他街道以意大利河流命名：
- 阿迪杰河、阿格里河 、阿诺河、阿泰尔诺河、巴基廖内河、博尔米达河、布伦塔河、克利通諾河、克拉蒂河、兰布罗河、 明乔河、奥廖河、翁布罗内河、帕纳罗河、雷诺河、塞尔基奥河、塔利亞門托河、塔罗河、提契诺河、萨科河、托皮诺河、特龙托河 。

意大利在非洲的殖民地
该区的东北部通常称为”非洲区“（Quartiere Africano），4 条大道以非洲的四个意大利殖民地的名字命名，周围环绕着以殖民地本身的城市和历史地区命名的街道。
厄立特里亚
- 阿科達特、阿斯馬拉、阿萨布、克伦、阿法尔三角、马萨瓦、瑟納費 。

埃塞俄比亚
- 亚的斯亚贝巴、阿迪格拉特、阿杜瓦、阿拉吉山 、德西、德雷达瓦、吉马、贡德尔、默克萊、欧加登、提格雷州 等。

利比亚
- 班加西、昔兰尼加、昔兰尼、德尔纳、费赞、古达米斯、胡姆斯、塞卜拉泰、苏特、的黎波里、的黎波里塔尼亚。

索马里
- 巴纳迪尔州、基斯马尤、马吉尔廷苏丹国 、摩加迪休 。

列蒂省萨比纳山谷的地名
维斯科维奥广场 (Piazza Vescovio) 的名字来源于列蒂省托里-因萨比纳市的同名古城。在广场附近，许多街道以列蒂省萨比纳山谷的地名命名：
- 阿马特里切 、安特罗多科、 卡斯佩里亚、科拉尔托萨比诺、福拉诺、马利亚诺萨比纳、奥尔维尼奥、波焦卡蒂诺、波焦莫亚诺 、波焦圣洛伦佐、罗坎蒂卡、罗卡西尼巴尔达 、斯坎德里利亚 。

意大利收复主义
几条街道以意大利人现在或过去全部或部分居住的地理区域命名，这些区域当时不在意大利国境内；或者相反，在第一次世界大战（1918年）战胜奥匈帝国后，移交给意大利的地方：
- 博尔扎诺、科西嘉、达尔马提亚、戈里齐亚、格拉迪斯卡、伊斯特拉、特伦托、的里雅斯特。

意大利歌剧作曲家
在索马里大道附近，有一组街道的名字是为了纪念意大利歌剧作曲家——博伊托 、皮埃特罗·马斯卡尼 等 。
该区的古迹
安尼巴利亚诺广场的名字取自君士坦丁娜皇后的丈夫，她的陵墓就在几米开外。